# Copa Panamericana de Voleibol Masculino Sub-23 de 2018
La Copa Panamericana de Voleibol Masculino Sub-23 fue la IV edición del torneo y se celebró en la Ciudad de Guatemala del 15 al 20 de octubre de 2018. El torneo contó con la participación de 5 selecciones de voleibol categoría sub-23 de la Confederación de Norteamérica, Centroamérica y el Caribe de Voleibol (NORCECA) y de la Confederación Sudamericana de Voleibol (CSV).
El torneo fue organizado por la Federación Nacional de Voleibol de Guatemala (F.G.V.B) bajo la supervisión de la Unión Panamericana de Voleibol (UPV). A diferencia de ediciones anteriores esta vez no se entregaron cupos al campeonato mundial de la categoría debido a que este certamen dejó de ser un evento bienial para celebrarse cada cuatro años, por lo que el próximo Campeonato Mundial de Voleibol Masculino Sub-23 se realizará en 2021.[cita requerida]

## Organización

### País anfitrión y ciudad sede
| Ciudad de GuatemalaCiudad de Guatemala, sede de la Copa Panamericana de Voleibol Masculino Sub-23 de 2018. | Ciudad de Guatemala |
| --- | ------------------- |
| Ciudad de GuatemalaCiudad de Guatemala, sede de la Copa Panamericana de Voleibol Masculino Sub-23 de 2018. | Domo Polideportivo  |
| Ciudad de GuatemalaCiudad de Guatemala, sede de la Copa Panamericana de Voleibol Masculino Sub-23 de 2018. | Capacidad: 7500     |
| Ciudad de GuatemalaCiudad de Guatemala, sede de la Copa Panamericana de Voleibol Masculino Sub-23 de 2018. |                     |

Guatemala recibirá este torneo por primera vez, y con la participación de 5 equipos registrados para el evento que inicia el proceso de calificación para el Campeonato Mundial de Voleibol Masculino Sub-23 de 2021.

#### Recinto
Todos los partidos se llevaron a cabo en el Domo Polideportivo ubicado en el de Ciudad de Guatemala.

### Formato de competición
El torneo se desarrolla dividido en dos etapas: fase preliminar y fase final.
En la fase preliminar las cinco selecciones participantes son reunidas en un único grupo. Cada equipo se enfrenta una vez contra los otros cuatro bajo el sistema de todos contra todos y son clasificados de acuerdo a los siguientes criterios, en orden de aparición:
- Número de partidos ganados y perdidos.
- Puntos obtenidos, los cuales son otorgados de la siguiente manera:
  - Partido con resultado final 3-0: 5 puntos al ganador y 0 puntos al perdedor.
  - Partido con resultado final 3-1: 4 puntos al ganador y 1 punto al perdedor.
  - Partido con resultado final 3-2: 3 puntos al ganador y 2 puntos al perdedor.
- Proporción entre los puntos ganados y los puntos perdidos (Puntos ratio).
- Proporción entre los sets ganados y los sets perdidos (Sets ratio).
- Si el empate persiste entre dos equipos, tendrá prioridad el ganador del partido entre los equipos implicados.
- Si el empate persiste entre tres o más equipos se elabora una nueva clasificación tomando en cuenta solo los resultados entre los equipos involucrados.

La fase final consiste en el 3.er puesto y la final. Los equipos ubicados en el tercer y cuarto puesto disputan la medalla de bronce, mientras los equipos ubicados en el primer y segundo puesto dispitan la medalla de oro.

## Equipos participantes
Cinco selecciones confirmaron su participación en el torneo.
NORCECA (Confederación del Norte, Centroamérica y del Caribe):
- Cuba
- Guatemala (local)
- México
- Nicaragua

CSV (Confederación Sudamericana de Voleibol):
- Perú

## Calendario
El comité organizador presidido por la Federación Nacional de Guatemala, Aida Boesche, presentó la petición para cambiar el calendario de la competencia al presidente del comité de control, Félix Sabio, y al director de la competencia, Ariel Sainz, quien aprobó el nuevo calendario.
| Fase            | Jornada                       | Fecha                 |
| --------------- | ----------------------------- | --------------------- |
| Fase preliminar | Jornada 1                     | 15 de octubre de 2018 |
| Fase preliminar | Jornada 2                     | 16 de octubre de 2018 |
| Fase preliminar | Jornada 3                     | 17 de octubre de 2018 |
| Fase preliminar | Jornada 4                     | 18 de octubre de 2018 |
| Fase preliminar | Jornada 5                     | 19 de octubre de 2018 |
| Fase final      | Definición de puestos y Final | 20 de octubre de 2018 |

## Resultados
- Las horas indicadas corresponden al huso horario local de Guatemala: GMT-6.
- Sede: Domo Polideportivo, Ciudad de Guatemala

### Fase preliminar
– Clasificados a la Final. 
     – Pasan a disputar el Partido por el 3.er y 4.º puesto.

#### Grupo único
| Pos. | Equipo    | Partidos | Partidos | Partidos | Pts. | Sets | Sets | Sets  | Puntos | Puntos | Puntos |
| Pos. | Equipo    | PJ       | PG       | PP       | Pts. | SG   | SP   | Ratio | PG     | PP     | Ratio  |
| ---- | --------- | -------- | -------- | -------- | ---- | ---- | ---- | ----- | ------ | ------ | ------ |
| 1    | Cuba      | 4        | 4        | 0        | 20   | 12   | 0    | MAX   | 305    | 200    | 1.525  |
| 2    | México    | 4        | 3        | 1        | 15   | 9    | 3    | 3.000 | 285    | 273    | 1.043  |
| 3    | Guatemala | 4        | 2        | 2        | 9    | 6    | 7    | 0.857 | 306    | 295    | 1.037  |
| 4    | Nicaragua | 4        | 1        | 3        | 3    | 3    | 11   | 0.272 | 280    | 326    | 0.858  |
| 5    | Perú      | 4        | 0        | 4        | 3    | 3    | 12   | 0.250 | 286    | 358    | 0.798  |

| Fecha         | Hora  | Equipo 1  | Res.  | Equipo 2  | Set 1 | Set 2 | Set 3 | Set 4 | Set 5 | Total     | Reporte |
| ------------- | ----- | --------- | ----- | --------- | ----- | ----- | ----- | ----- | ----- | --------- | ------- |
| 15 de octubre | 17:00 | Cuba      | 3 – 0 | Nicaragua | 25-17 | 25-14 | 25-13 |       |       | 75 – 44   | P2 P3   |
| 15 de octubre | 19:00 | Guatemala | 3 – 1 | Perú      | 25-15 | 19-25 | 25-17 | 27-25 |       | 96 – 82   | P2 P3   |
| 16 de octubre | 17:00 | Perú      | 0 – 3 | Cuba      | 19-25 | 10-25 | 13-25 |       |       | 42 – 75   | P2 P3   |
| 16 de octubre | 19:00 | Guatemala | 0 – 3 | México    | 23-25 | 24-26 | 23-25 |       |       | 70 – 76   | P2 P3   |
| 17 de octubre | 17:00 | Perú      | 2 – 3 | Nicaragua | 25-23 | 22-25 | 18-25 | 26-24 | 10-15 | 101 – 112 | P2 P3   |
| 17 de octubre | 19:00 | México    | 0 – 3 | Cuba      | 26-28 | 17-25 | 16-25 |       |       | 59 – 78   | P2 P3   |
| 18 de octubre | 17:00 | México    | 3 – 0 | Perú      | 25-22 | 25-21 | 25-18 |       |       | 75 – 61   | P2 P3   |
| 18 de octubre | 19:00 | Guatemala | 3 – 0 | Nicaragua | 25-21 | 25-18 | 25-21 |       |       | 75 – 60   | P2 P3   |
| 19 de octubre | 17:00 | Nicaragua | 0 – 3 | México    | 22-25 | 20-25 | 22-25 |       |       | 64 – 75   | P2 P3   |
| 19 de octubre | 19:00 | Guatemala | 0 – 3 | Cuba      | 14-25 | 16-25 | 25-27 |       |       | 55 – 77   | P2 P3   |

### Fase final

#### Partido por el3.ery 4.º puesto
| Fecha         | Hora  | Equipo 1  | Res.  | Equipo 2  | Set 1 | Set 2 | Set 3 | Set 4 | Set 5 | Total    | Reporte |
| ------------- | ----- | --------- | ----- | --------- | ----- | ----- | ----- | ----- | ----- | -------- | ------- |
| 20 de octubre | 17:00 | Guatemala | 3 – 1 | Nicaragua | 28-26 | 27-25 | 22-25 | 25-16 |       | 102 – 92 | P2 P3   |

#### Final
| Fecha         | Hora  | Equipo 1 | Res.  | Equipo 2 | Set 1 | Set 2 | Set 3 | Set 4 | Set 5 | Total   | Reporte |
| ------------- | ----- | -------- | ----- | -------- | ----- | ----- | ----- | ----- | ----- | ------- | ------- |
| 20 de octubre | 19:00 | Cuba     | 3 – 0 | México   | 25-16 | 25-16 | 25-12 |       |       | 75 – 44 | P2 P3   |

## Clasificación general
| Pos.              | Equipo    |
| ----------------- | --------- |
| Medalla de oro    | Cuba      |
| Medalla de plata  | México    |
| Medalla de bronce | Guatemala |
| 4                 | Nicaragua |
| 5                 | Perú      |

| Cuba Campeón 2º título |

## Distinciones individuales
Al culminar la competición la organización del torneo entregó los siguientes premios individuales:
- Jugador más valioso (MVP)

 Roamy Alonso
- Mayor anotador

 Carlos López
- Mejor armador

 Adán Ruano
- Mejores atacantes

 Osniel Melgarejo (primero)
 Miguel López (segundo)
- Mejores centrales

 Josué López (primero)
 José Masso (segundo)
- Mejor opuesto

 Miguel David Gutiérrez
- Mejor líbero y mejor recepción

 Jonathan Nakamatsu
- Mejor defensa

 Miguel Castillo
- Mejor servicio

 Osniel Melgarejo